# It'z Me
It'z Me (estilizado como IT'z ME) é o segundo extended play (EP) do girl group sul-coreano Itzy lançado em 9 de março de 2020, pela JYP Entertainment. Possui 7 faixas, incluindo "Wannabe", o single principal do EP. O lançamento físico está disponível em três versões: IT'z, ME e WANNABE. É o primeiro material coreano desde o lançamento de It'z Icy em julho de 2019. It'z Me apresenta uma colaboração com o DJ holandês e produtor de música eletrônica Oliver Heldens. Foi produzido por Galactika, Oak Felder, Oliver Heldens, Earattack, Shim Eunji, Collapsedone, Jin by Jin, Sophie e Kass. Musicalmente, é um disco de K-pop que contém influências de dance, hip hop e rock.
It'z Me estreou no número um na Gaon Album Chart, movendo 126.000 unidades em seu primeiro mês. Também estreou no número cinco na Billboard World Albums. O álbum recebeu críticas geralmente positivas dos críticos, que elogiaram o som geral de Itzy se tornando mais difícil e apresentando mais produções eletrônicas.

## Antecedentes e lançamento
"Itzy terminou de filmar o videoclipe para seu retorno antes da turnê nos Estados Unidos. O momento exato do retorno é indeciso."

— JYP Entertainment compartilhou para a Xports News.
Em 28 de janeiro de 2020, foi relatado que Itzy terminou de filmar seu videoclipe para uma nova canção e está nos estágios finais dos preparativos de retorno. Também foi revelado que Itzy voltará com novas canções na primavera. Em 13 de fevereiro, News1 informou que o Itzy está nos estágios finais de preparação para retornar em 9 de março. Na resposta ao artigo, JYP Entertainment comentou: "É verdade que elas estão se preparando para retornar em 9 de março em mente. A data será anunciada assim que for confirmada." Em 18 de fevereiro, o primeiro teaser do grupo foi lançado. No dia seguinte, o segundo teaser do grupo foi revelado. Itzy revelou o terceiro teaser do grupo em 20 de fevereiro. Em 23 de fevereiro, os pôsteres de Yeji foram revelados. No dia seguinte, fotos individuais de Lia foram reveladas. Os pôsteres de Ryujin foram revelados em 25 de fevereiro. Os pôsteres de Chaeryeong foram revelados no dia seguinte. Os pôsteres de Yuna foram finalmente revelados em 27 de fevereiro. No primeiro dia de março, a lista de faixas oficial do álbum foi revelada. Os teasers do videoclipe foram lançados em 4 e 5 de março. O EP foi lançado junto com o videoclipe de "Wannabe" em 9 de março.

## Música e composição

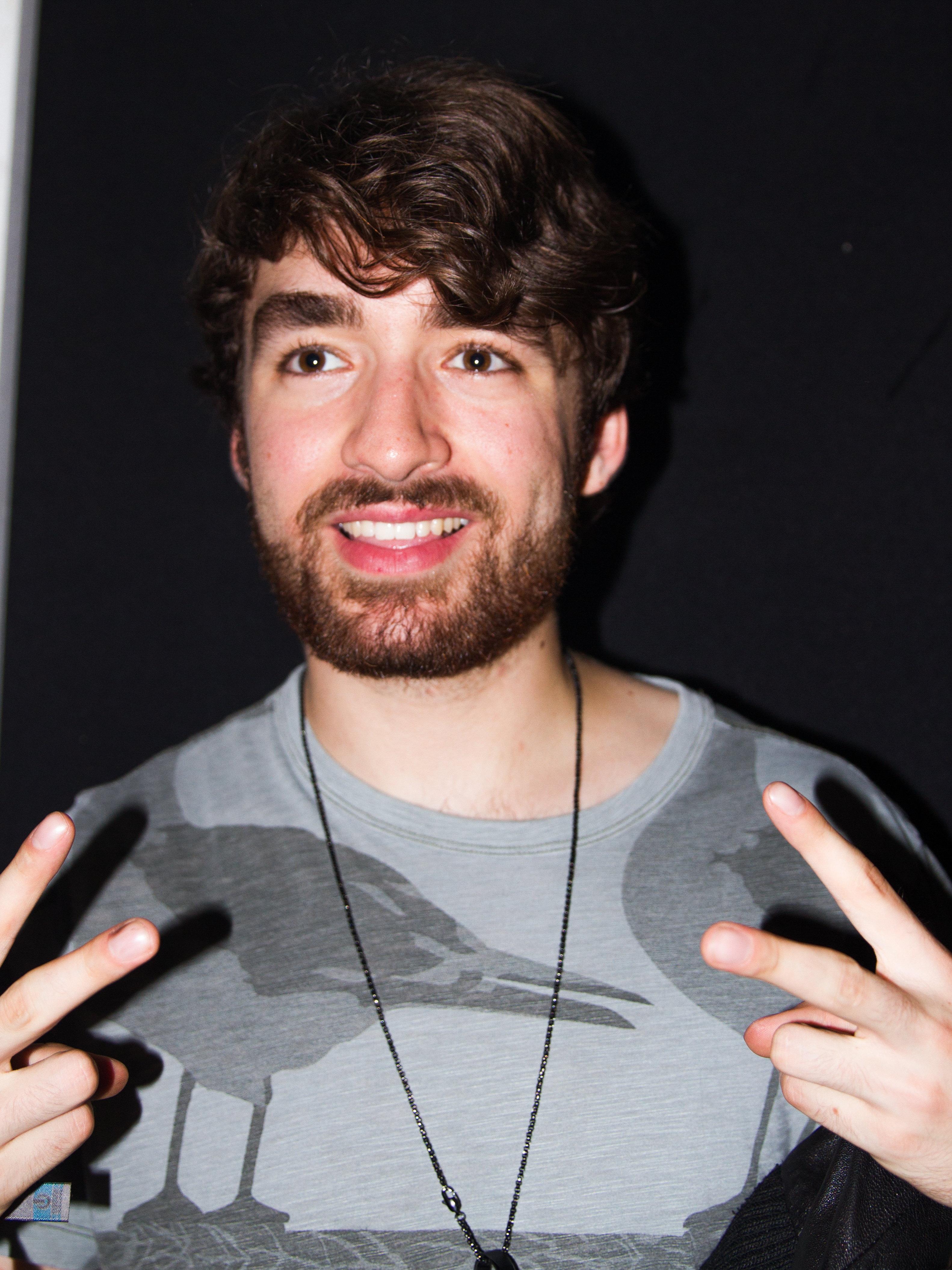
Oliver Heldens co-produziu "Ting Ting Ting".

Em sete faixas, It'z Me é o EP mais longo do catálogo da Itzy. O som geral do álbum se torna mais difícil e apresenta também mais produções eletrônicas. Musicalmente, It'z Me é um álbum de K-pop que contém influências de dance, hip hop e rock e continua mostrando o grupo feminino explorando novas áreas da cena do K-pop e criando sua própria identidade musical.
O single do álbum, "Wannabe", emprega uma mistura agitada de house e produção de hip hop/pop para que as garotas misturem melodias chicletes e proclamam criar uma batida confiante para as garotas começarem. Foi escrito e produzido por Galactika, que também dirigiu sua faixa de estreia "Dalla Dalla". A colaboração de Itzy com Oliver Heldens, "Ting Ting Ting", é um "corte EDM barulhento, mas feroz" que gera determinação e coragem. "That's a No No" tem a batida mais alta que complementa os poderosos raps e vocais das integrantes. "Nobody Like You" é uma canção de rock, é sobre alguém que estabelece uma admiração por alguém. "You Make Me" reclama a curiosidade de alguém com quem ela desenvolveu sentimentos e a deixou sem palavras. "I Don't Wanna Dance" é uma canção com elementos EDM. A canção possui uma vibração de festa com uma letra repetitiva distinta. "24Hrs" é um "stomper pop peculiar" que indica a existência completa das meninas por "24 horas". A canção também reivindica sua liberdade e autodeterminação para o que vem a caminho.

## Promoção
No dia do lançamento do EP, em 9 de março, Itzy realizou um evento ao vivo no V Live para apresentar o álbum e se comunicar com seus fãs.

## Recepção crítica
| Críticas profissionais | Críticas profissionais |
| Avaliações da crítica  | Avaliações da crítica  |
| Fonte                  | Avaliação              |
| ---------------------- | ---------------------- |
| IZM                    | [ 20 ]                 |
| Billboard              | favorável              |

It'z Me recebeu críticas geralmente favoráveis dos críticos. Ao escrever para IZM, Kim Do-heon ficou confuso em sua crítica, elogiando "As cinco membros de Yeji, Lia, Ryujin, Chaeryeong, e Yuna no refrão de Wannabe, Eu não quero ser alguém / só quero ser eu Exclame. Ao contrário da intenção, no entanto, existem vestígios de vários 'Wannabe', como o título da música, neste ponto em que as vozes das membros são reunidas. A imagem única e vibrante da JYP é reunida em uma combinação de melodia dois-um-um e refrão do riff de guitarra de metal, composição de cinco membros e operação vocal sobrepondo Blackpink e Red Velvet, e herdando de Miss A e Twice".
Ao escrever para a Billboard, Jeff Benjamin disse que "Itzy continua sua série de singles fortalecedores e confiantes, com a diferença mais marcante no It'z Me, pois o som geral do grupo se torna mais difícil e apresenta mais produções eletrônicas".

## Desempenho comercial
Em 21 de março, It'z Me estreou e alcançou o número 5 na tabela Billboard World Albums dos EUA, mas não teve impacto na Billboard Heatseekers Albums. De acordo com Hanteo, o álbum vendeu mais de 34.000 cópias físicas no primeiro dia de disponibilidade, vendendo duas vezes mais cópias que It'z Icy. O EP também estreou no topo da Gaon Album Chart, tornando-se o primeiro álbum número um delas no país. O EP também estreou e atingiu o número 27 na Polônia, marcando sua primeira aparição em uma parada na Europa.

## Lista de faixas
| N.º            | Título                                | Letras                                     | Música                                                                            | Arranjo                    | Duração |  |
| 1.             | "Wannabe"                             | Galactika                                  | Galactika                                                                         | Team Galactika             | 3:12    |  |
| 2.             | "Ting Ting Ting (com Oliver Heldens)" | Penomeco Lee Su-ran Kang Eun-jeong         | Warren Okay Felder Janee “Jin Jin” Bennett Oliver Heldens                         | Oak Felder Oliver Heldens  | 3:39    |  |
| 3.             | "That's a No No"                      | Shim Eun-ji Kass                           | Shim Eun-ji Kass Ariowa Irosogie                                                  | Shim Eun-ji Kass           | 3:00    |  |
| 4.             | "Nobody Like You"                     | Yubin Josh Record Andrew Bullimore         | Lee Woo-min ‘Collapsedone’ Josh Record Andrew Bullimore                           | Lee Woo-min ‘Collapsedone’ | 3:17    |  |
| 5.             | "You Make Me"                         | Lee Su-ran Earattack Miranda Glory Inzunza | Earattack Miranda Glory Inzunza Matthew Ferree                                    | Earattack Highway          | 3:03    |  |
| 6.             | "I Don't Wanna Dance"                 | JQ Jeong Se-hee                            | Anne Judith Stokke Wik Nermin Harambasic Jin By Jin Seung Eun Oh Andreas Baertels | Jin by Jin                 | 3:09    |  |
| 7.             | "24Hrs"                               | Penomeco                                   | Sophie Lola Blanc                                                                 | Sophie                     | 2:07    |  |
| Duração total: | Duração total:                        | Duração total:                             | Duração total:                                                                    | Duração total:             | 21:27   |  |

## Desempenho nas paradas musicais

### Paradas semanais
| Parada musical (2020)                      | Melhor posição |
| ------------------------------------------ | -------------- |
| Coreia do Sul (Gaon)                       | 1              |
| Estados Unidos (World Albums da Billboard) | 5              |
| Japão (Oricon)                             | 13             |
| Japão (Billboard Japan)                    | 37             |
| Polônia (ZPAV)                             | 27             |

### Paradas mensais
| Parada (2020)                    | Posição |
| -------------------------------- | ------- |
| Coreia do Sul (Gaon Album Chart) | 4       |

## Histórico de lançamento
| Região        | Data               | Formato                       | Gravadora         | Ref.   |
| ------------- | ------------------ | ----------------------------- | ----------------- | ------ |
| Coreia do Sul | 9 de março de 2020 | CD download digital streaming | JYP Entertainment | [ 29 ] |
| Várias        | 9 de março de 2020 | Download digital streaming    | JYP Entertainment | [ 29 ] |